# Còmic de no-ficció
El còmic de no-ficció és la forma de la no-ficció en el format del còmic. La temàtica del còmic de no-ficció pot ser autobiogràfic o resultat d'una recerca periodística, històrica o científica.
Els subgèneres del còmic de no-ficció són: el còmic periodístic, el còmic biogràfic (i l'autobiogràfic), i el còmic basat en fets o còmic històric (aquest últim considerat útil per a finalitats pedagògiques).
L'investigador Priego (2016) defèn l'ús del còmic per a transmetre coneixements resultat de recerquesa acadèmiques.

## Història
Els còmics de suposada no-ficció es troben ja en exemplars per a usos educatius, recreadors de fets històrics o de promoció d'alguna religió o ideologia.
Als anys setanta va sorgir un gènere de còmic de no-ficció que estava entre l'autobiografia literària i la crònica periodística. Harvey Pekar és considerat un dels pioners del gènere del còmic autobiogràfic amb American Splendor, malgrat que Binky Brown meets The Holy Virgin Mary (1972) és considerat el primer còmic autobiogràfic.
El 1992, Maus d'Art Spiegelman, un còmic basat en fets, va rebre el Premi Pulitzer. Aquest fet va fer que molta gent mirara d'altra manera el còmic.
L'explosió del gènere va estar acompanyada del naixement del còmic periodístic, als noranta. Joe Sacco va publicar l'obra pionera del subgènere, Palestina (entre 1993-1995).